# Henning Haslund-Christensen
le pirate
Henning Haslund-Christensen (1896-1948) est un explorateur et un écrivain danois, spécialiste de la Mongolie et de sa culture.

## Biographie
Après une brève carrière militaire, Henning Haslund-Christensen participe, de 1923 à 1926, à une expédition danoise dirigée par le docteur Carl Krebs au nord de la Mongolie.
De 1927 à 1930, il participe à une expédition interdisciplinaire menée par l’explorateur suédois Sven Hedin en Mongolie-Intérieure et au Xinjiang. Il recueille alors d’importantes données ethnographique et folklorique sur les cultures asiatiques.
En 1936-1937, 1938-1939 et 1947-1948, il organise trois expéditions scientifiques en Asie centrale qui visent notamment à étudier les cultures mongole, tibétaine et afghane. Il meurt d'ailleurs à Kaboul, en Afghanistan, durant la troisième expédition.
Henning Haslund-Christensen a rassemblé une partie très importante des collections ethnographiques danoises et a eu un impact très important sur les études anthropologiques dans le pays. La plupart de ses collections sont aujourd’hui réunies Musée national de Copenhague.
Henning Haslund-Christensen est le père de Søren Haslund-Christensen (1933).

## Distinctions
- Chevalier de l'ordre de Dannebrog

### Publications
- (fr) Rhapsodie mongole, 1955

### Autres ouvrages
- (en) Henny Harald Hansen, Mongol costumes, researches on the garments collected by the 1st and 2nd Danish Central Asian expeditions under the leadership of Henning Haslund-Christensen, 1936-37 and 1938-39, 1950
- (en) Martha Boyer, Mongol jewellery, researches on the silver jewellery collected by the 1st and 2nd Danish Central Asian expeditions under the leadership of Henning Haslund-Christensen 1936-37 and 1938-39, 1952